# Capelleta de la Mare de Déu de Montserrat
La Capelleta de la Mare de Déu de Montserrat és una obra de la Ràpita (Montsià) protegida com a Bé Cultural d'Interès Local.

## Descripció
Està a una tribuneta sortida del parament, acabada en arc de mig punt i emmarcada amb fusta. Conté la imatge de la moreneta en guix i policromada. Està una mica alçada, a sota mateix del balcó corregut del primer pis.